# Leopoldo Galtieri

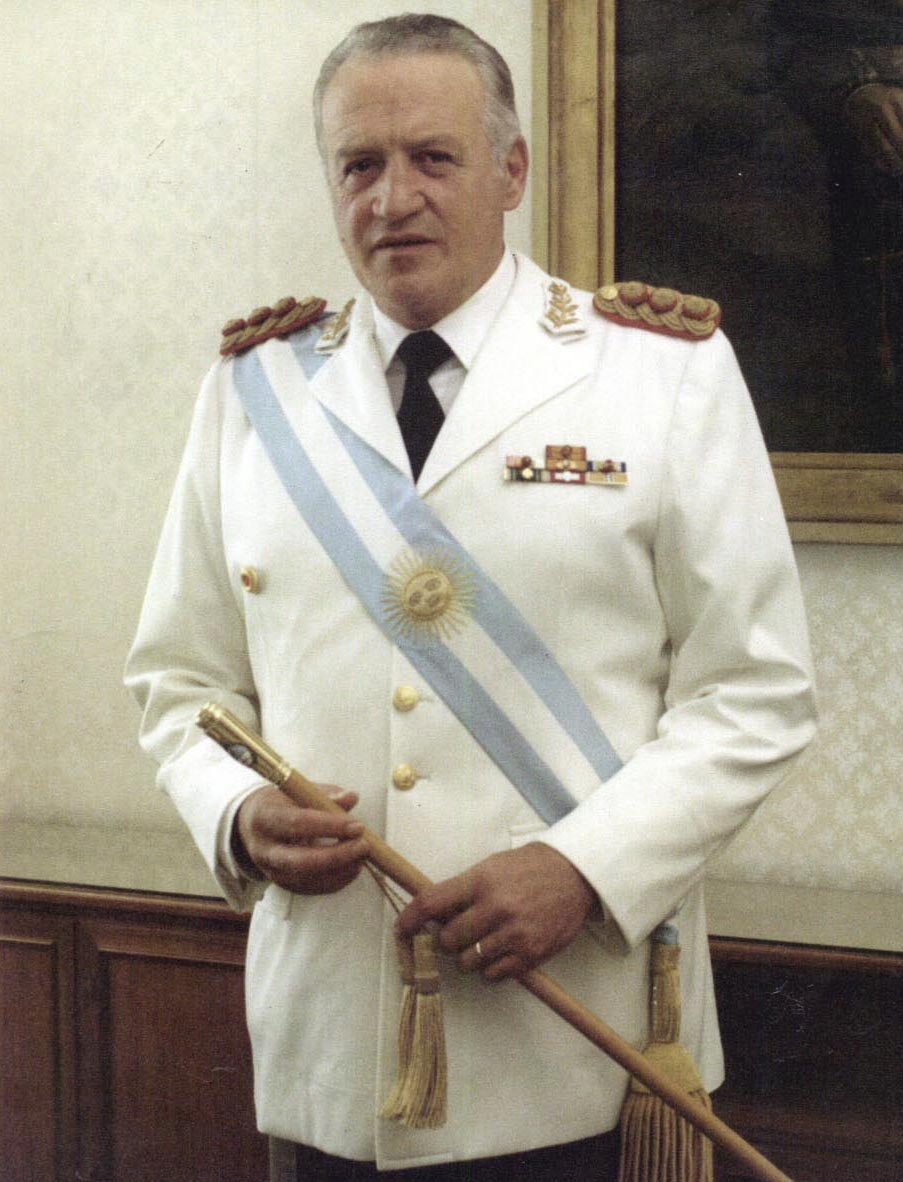
Leopoldo Galtieri

Leopoldo Fortunato Galtieri Castelli (Castelar, 15 juli 1926 – Buenos Aires, 12 januari 2003) was een Argentijnse generaal en de facto president van Argentinië van 22 december 1981 tot 18 juni 1982, tijdens de laatste militaire dictatuur in Argentinië van 1976 tot 1983. Hij had de leiding over Bataljon 601 dat in zijn opdracht mensen oppakte omdat zij door het leger werden aangemerkt als subversief.
In april 1982 beval hij de inval op de Falklandeilanden, die volgens de Argentijnen al bijna 150 jaar illegaal bezet werden door de Britten. Het leverde hem kortstondige populariteit op in een tijd van grote economische moeilijkheden, terwijl het regime al ernstig in opspraak was wegens schending van mensenrechten. Galtieri had zich echter verkeken op de Britse regering, waarvan Margaret Thatcher toen premier was. De Britten bleken bereid en in staat een vloot uit te rusten, die 10.000 kilometer van huis de Falklands in enkele weken heroverden, met relatief lichte verliezen. Dit leidde tot Galtieri's aftreden.
- Biblioteca Nacional de España: XX1158958
- Gemeinsame Normdatei: 1214716024
- International Standard Name Identifier: 0000 0000 3716 9396
- Library of Congress Control Number: n86822862
- Nationale Bibliotheek van Israël: 987007434272605171
- Virtual International Authority File: 3967008
- WorldCat: E39PBJw8WvGb4x6xD9Pkx7xxDq